# Очикле
О́чикле (алб. Orcikeli; серб. Очикле / Očikle) — село в северо-восточной Албании. Входит в состав общины Запод округа Кукес, расположено в албанской части исторической области Гора, основным населением которой являются представители исламизированной южнославянской этнической группы горанцев. Наряду с горанцами часть жителей села представляют также албанцы.
Помимо Очикле горанцы в Албании живут также в сёлах Борье, Запод, Кошариште, Орешек, Оргоста, Пакиша, Шиштевац и Цернолево.
Ближе всего к Очикле располагаются горанские сёла Запод и Цернолево. Запод находится к востоку от Очикле, а Цернолево — к югу, за горным хребтом. К северо-западу от Очикле расположено албанское село Беля.

## История
После второй Балканской войны 1913 года часть территории Горы, на которой расположено село Очикле, была передана Албании.
В 1914 году на территории Македонии проводил научные исследования российский лингвист А. М. Селищев. На изданной им в 1929 году этнической карте региона Полог населённый пункт Очикле был указан как болгарское село.
В 1916 году во время экспедиции в Македонию и Поморавье село Очикле посетил болгарский языковед С. Младенов, по его подсчётам в селе в то время было около 25 домов. С. Младенов отмечал при этом, что в Очикле начинает распространяться двуязычие — наряду с горанскими говорами местные жители стали всё чаще использовать албанский язык.
Согласно рапорту главного инспектора-организатора болгарских церковных школ в Албании Сребрена Поппетрова, составленному в 1930 году, в селе Очикле насчитывалось около 40 домов.